# Radziejów
Radziejów is een stad in het Poolse woiwodschap Koejavië-Pommeren, gelegen in de powiat Radziejowski. De oppervlakte bedraagt 5,75 km², het inwonertal 5804 (2005).